# Golf Magazine
Golf Magazine è una rivista mensile di golf. Fu creata nell'aprile 1959 da Universal Publishing and Distributing, che lo vendette a Times Mirror nel 1972. Time Inc. l'ha acquisita nel 2000. È stata acquisita da Howard Milstein nel 2018. È stata la pubblicazione di golf più letta al mondo dall'agosto 2006 al gennaio 2007. La rivista è dedicata ai golfisti di tutti i livelli. Alcune caratteristiche che include sono le istruzioni dei 100 migliori insegnanti in America, interviste con famosi golfisti, consigli sui migliori valori per i campi da golf in cui andare in vacanza e un test annuale del club.